# 元正花
元 正花（ウォン・ジョンファ、1974年1月29日 - ）は、北朝鮮の女性諜報員。北朝鮮ナンバー2の金永南最高人民会議常任委員長の縁戚。脱北者を装い韓国でスパイ活動をしていたが、2008年7月15日、韓国の検察に逮捕され有罪が確定した。継父の金東淳も一緒に工作活動をしていた容疑で逮捕されている（ただし無罪判決）。

## 出自
咸鏡北道清津で生まれる。実父や継父も北朝鮮の国家安全保衛部所属の工作員。実父は1974年に韓国に潜入したが、射殺されたとされる。幼くして父を亡くした元正花は父と同じ国家安全保衛部の継父の金東淳の下で育ち、1989年に特殊部隊に入隊。1992年、怪我のため除隊となるが、友人と亜鉛を5t窃盗して脱北（北朝鮮では亜鉛を1キロ盗んでも銃殺刑に処せられる）。約6年にわたり、中朝国境に潜伏した。
北朝鮮保衛部は、元正花の韓国潜入工作訓練を受けた経歴や行動の大胆さ、臨機応変さ、性に対する開放的な考え方に着目し、彼女の罪を赦す代わりに工作員として、1999年より中朝国境地帯に潜入させ、延吉や琿春などで脱北者ら約100人を北朝鮮に拉致して面目を躍如した。その後、保衛部は韓国潜入を命じた。

## 対南工作
2000年3月21日の朝鮮労働党中央委員会での金正日総書記の指示により、脱北者の中に工作員を潜入させる対南工作が開始された。これにより元正花も2001年3月に中国へと潜入、現地で妊娠後、中国人妻を得ようと中国を訪れていた韓国人会社員と婚約した。元正花は子供を中絶しようとするが、保衛部は、妊婦は疑われにくいとして中絶を認めなかった。2001年10月頃に正式に結婚して韓国へ入国。入国直後に脱北者として韓国政府に出頭。そして会社員とはすぐに離婚し、女児を出産した。
その後、正式に諜報活動を開始し、結婚情報会社に登録。韓国軍人の紹介を希望し、韓国軍の士官や脱北者団体の幹部関係者ら7名とも肉体関係を持ち、軍の情報や要人の情報を保衛部に流した。また、韓国に亡命していた黄長燁元朝鮮労働党書記や脱北者団体代表金聖民の所在把握、韓国人諜報員の暗殺命令も受けていた。
肉体関係で得たネットワークを元に、韓国軍部にも入り込み、韓国軍政治将校などに、約50回に及ぶ北朝鮮の主張を正当化する講演会を行い、軍部への洗脳工作を大っぴらに行っていた。

### 二重スパイ
2003年から2004年にかけて、北朝鮮国内の情報を目的に近づいた韓国情報機関から北朝鮮の機密情報の入手を依頼され、情報を提供した。この提供した情報は、北朝鮮保衛部の承認を得た、価値の薄い情報であったとされる。

## 対日工作
元正花は日本にも諜報活動のために3度入国、朝鮮総連への接触や日本の永住権を得るため日本人男性3人との見合いも行っていた。
2007年6月に最初の日本潜入を行った。日本の脱北者の居所を調べるため、神奈川県川崎市在住の日韓の国際結婚業者の協力者とともに宮城県仙台市を訪れた。同年8月にも再度潜入している。
2008年5月にも潜入した。1回目と3回目の潜入には大阪在住の朝鮮総連の関係団体の幹部の手引きがあったとされる。

## 逮捕
2008年7月15日、日本から帰国した直後、韓国の検察によって国家保安法違反容疑で逮捕された。この時に韓国内に潜入していた継父や韓国軍内の協力者も逮捕された。
8月には起訴され、10月15日に水原地方裁判所で行われた1審で懲役5年を宣告された。10月20日には控訴しないことを弁護人を通じて表明し懲役5年の刑が確定することとなった。
同年12月23日、拘置所内で自殺未遂を起こしている。
2013年刑期満了により出所。その後は韓国国民として生活しつつ、北朝鮮スパイの動向をメディアに語っている。

## 影響
脱北者は14000人にものぼり、全員の監視は不可能で、なおかつ明らかな犯罪行為がない限り、監視が難しいという現状がある。北朝鮮の工作員が容易に日本国内に侵入できることや多数が日本国内で活動しているという現実が改めて明らかとなった。元正花は中国内で韓国人実業家を拉致した北朝鮮の拉致実行犯でもある。
この一連の女スパイ事件では中国内で拉致を実行したり、中国内で元正花へのスパイ活動の指令が下されているが、事件での中国の捜査当局の動きを韓国の捜査当局は一切明らかにしていない。